# Ana de Sousa
Ana de Sousa (en portuguès),nascuda amb el nom de Ngola Mbandi Nzinga Bandi Kia Ngola (la reina la fletxa de la qual troba sempre el seu objectiu) i també coneguda com a Anne Zingha, Anne N'zinga o Ngola Ana Nzinga Mbande, també coneguda com a Reina Ginga (c. 1583 — Matamba, 17 de desembre de 1663) va ser la reina dels regnes de Ndongo i de Matamba, al sud-oest d'Àfrica, al segle xvii. El seu títol reial en kimbundu era "Ngola" i va ser el nom utilitzat pels portuguesos per denominar la regió (Angola).
Va resistir durant dècades l'ocupació europea del seu territori.

## Història

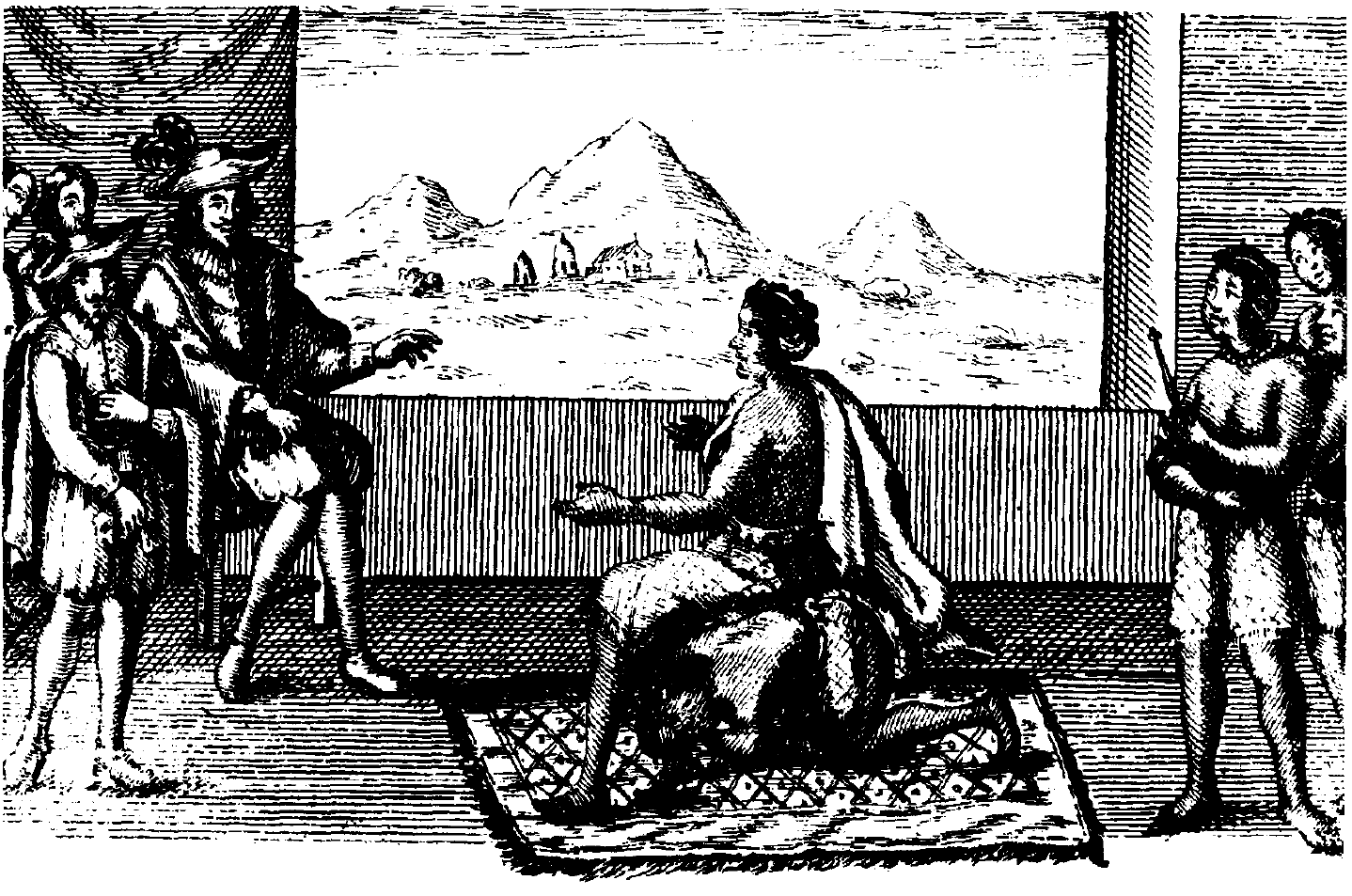
Il·lustració de la reina Nzinga durant les negociacions de Pau amb el governador portuguès a Luanda el 1657.

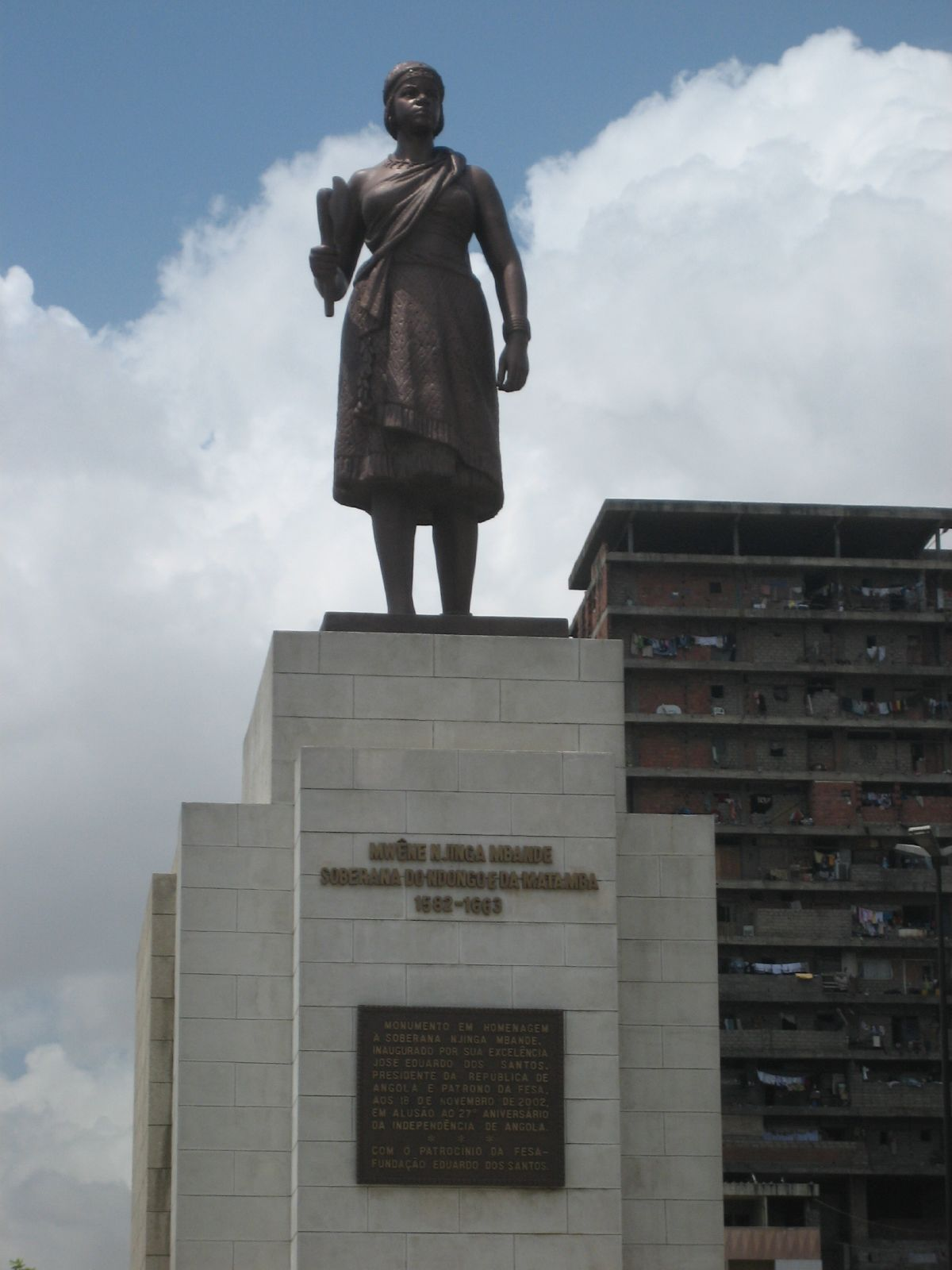
Estàtua de Nzinga a Luanda.

Nzinga va viure durant un període en el qual el tràfic d'esclaus africans i la consolidació del poder dels portuguesos a la regió estaven creixent ràpidament. Era filla de Nzinga a Mbande Ngola Kiluanje i de Guenguela Cakombe, i germana del Ngola (rei) i de Ngoli Bbondi (rei també de Matamba), qui havent-se rebel·lat contra el creixent domini portuguès el 1618, va ser derrotat per les forces sota el comandament de Luís Mendes de Vasconcellos. El seu nom apareix en els registres històrics tres anys més tard, com a enviada del seu germà en una conferència de pau amb Don João Correia de Souza, el virrei portuguès de Luanda.
Després d'anys d'incursions portugueses per capturar esclaus i entre batalles intermitents, Nzinga va negociar un tractat segons el que es retirarien les tropes portugueses fora de les fronteres anteriorment reconegudes i es respectaria la soberania de Matamba. A canvi el rei Ngoli Bbondi alliberaria els presos portuguesos i cooperaria amb Luanda en el comerç d'esclaus. Nzinga va aprofitar i es va quedar uns mesos a Luanda on es va convertinr al cristianisme i va adoptar el nom de Dona Anna Zingha.
A l'any següent, no obstant, es van reiniciar les hostilitats. Les fonts divergeixen sobre els motius:
- Ngoli Bbondi s'hauria rebel·lat novament, llançant una gran ofensiva contra els portuguesos i derrotant a les tropes del governador portuguès João Correia de Sousa el 1621. Ana de Sousa, per la seva banda, hauria sét fidel als portuguesos, a qui auxiliaria com a venjança per l'assassinat d'un fill seu per part del seu germà. Després d'enverinar-lo, el 1624 el va succeir al tron.

o bé:
- Després que Portugal trenquès els termes del tractat, Ana de Sousa va demanar al seu germà que intervinguès i lluitès contra la invasió portuguesa. Davant la negativa de Ngoli Bbondi, Ana de Sousa va formar una aliança amb el poble Jaga casant-se amb el seu cap, i a continuació va conquerir el Regne de Matamba. Va guanyar notorietat durant la guerra per liderar personalment les seves tropes i per prohibir-les-hi que la cridèssin "reina", preferint que es dirigissin a ella com a "rei". El 1635 es trobava disposada a formar una aliança amb els regnes de Congo, Kassanje, Dembos i Kissama.

En qualsevol cas, i ja com a sobirana, va fer coalició amb diversos estats veins, annexionant-se els aliats menys fiables per incorporar-los al seu exèrcit, al que també va començar a entrenar d'una forma organitzada com havia aprés a la seva estança a Luanda. Mentre es preparava militarment també va iniciar un procés de guerra psicològica, cridant a tots els fugitius que volguessin abandonar els territoris ocupats per els portuguessos oferint-se a acolir-los prometent-los terres i recompenses, el que va fer que molts dels soldats africans que havien estat obligats a formar part de l'exèrcit portugués, fugíssin amb tot el seu equipament per unir-se a Nzinga. Això va tenir un doble impacte, per una banda debilitava l'exèrcit portugués i per l'altre reforçava amb material militar europeu el seu propi exèrcit.
També va trencar els compromisos amb Portugal abandonant la religió catòlica i atacant violentament no només als portuguesos, sinó també a les poblacions tributàries amb Portugal a la regió. El governador de la colònia d'Angola, Fernão de Sousa, la va derrotar i va capturar a dues de les seves germanes, Cambe i Funge, les quals van ser portades a Luanda i batejades, respectivament, amb els noms de Bàrbara i d'Engràcia, i són retornades el 1623 a Matamba.
Després d'això, la reina va mantenir la pau amb Portugal durant dues dècades, fins que els plans de la conquesta d'Angola per part de les forces de la Companyia Neerlandesa de les Índies Occidentals li va atorgar una nova oportunitat de resistència. Va formar una aliança amb els holandesos, que en aquella època també havien conquerit a Portugal bona part de la Regió Nord-est de Brasil durant les anomenades invasions neerlandeses de Brasil. Amb l'ajuda de les forces d'Ana de Sousa, els holandesos van aconseguir ocupar Luanda des del 1641 al 1648, any en què va acabar la Guerra dels Trenta anys amb el tractat de Westfalia, que garantia la independència dels Països baixos amb el compromís que Amsterdam respectaria els dominis dels seus rivals a Àfrica i a América.
Al gener del 1647, Gaspar Borges de Madureira va derrotar les forces d'Ana de Sousa, capturant a una de les seves germanes, D. Bàrbara. Després de la reconquesta definitiva d'Angola per les forces portugueses de Salvador Correia de Sá i Benevides, es va retirar de nou a Matamba, on va continuar la resistència.
En 1657, un grup de missioners franciscans italians la van convèncer de tornar al catolicisme, a canvi que el governador d'Angola, Luís Martins de Sousa Chichorro, alliberès a la seva germana que es trobava captiva.
El 1659, Ana de Sousa va signar un nou tractat de pau amb Portugal. Va morir de mort natural el 1663, als vuitanta anys.
Després de la seva mort, 7.000 dels seus soldats van ser portats a Brasil i venuts com a esclaus. Els portuguesos van aconseguir controlar la regió el 1671. Portugal no va obtenir un control total d'Angola fins al segle xx, principalment a causa del seu tipus de colonització centrada en el litoral.